# Eduardo Capetillo
Eduardo Capetillo Vázquez (Città del Messico, 13 aprile 1970) è un attore e cantante messicano.
Ex-membro del gruppo musicale giovanile Timbiriche e protagonista di varie telenovele, è il marito dell'attrice e cantante Bibi Gaytán e il padre del cantante Eduardo Capetillo Jr..

## Biografia
Eduardo Capetillo Vázquez nasce a Città del Messico il 13 aprile 1970. È figlio del celebre torero Manuel Capetillo.
Inizia la carriera di cantante a tredici anni, dopo aver ottenuto il secondo posto con il brano Mi grupo toca el rock al festival Juguemos a cantar, dopodiché, pubblica un album dal titolo Rock, limonada y amor.   In seguito, nel 1985 entra a far parte, in sostituzione di Benny Ibarra, del gruppo musicale giovanile Timbiriche, gruppo che annovera, tra gli altri, le future cantanti soliste Paulina Rubio e Thalía.  L'anno seguente, inizia anche la carriera di attore, recitando nella telenovela Martín Garatuza.
Nel 1989 lascia i Timbiriche e inizia la carriera da solista. L'anno seguente è protagonista al fianco di Mariana Garza della telenovela Alcanzar una estrella, di cui Capetillo incide anche la colonna sonora: l'EP vende circa un milione di copie.
Pubblica quindi il suo primo album da solista  dopo l'abbandono dei Timbiriche nel 1992, album che si intitola Dame una noche.  Nel 1994, è tra i protagonisti, al fianco di Thalía, Chantal Andere e Alfonso Iturralde, della telenovela Marimar, dove interpreta il ruolo di Sergio Santibáñez.
Nel 2002 pubblica l'album Eduardo Capetillo e dal 2002 al 2003 è poi protagonista, al fianco di Andrea Legarreta, della telenovela ¡Vivan los niños!, (un adattamento della telenovela Carrusel), dove interpreta il ruolo di Emiliano Leal.
Nel 2012, dopo aver recitato in un ruolo da protagonista nella telonevela La otra cara del alma, Capetillo decide di prendersi una pausa decennale dalle scene a causa di una grave malattia, un tumore della pelle.
Torna a recitare in pianta stabile nel 2022 come protagonista, al fianco di Iván Amozurrutia ed Esmeralda Pimentel, del serial televsivo di Netflix Chi scherza col fuoco, dove interpreta il ruolo di Ricardo Urzúa, il padre di Poncho.

## Filmografia parziale

### Cinema
- Más que alcanzar una estrella, regia di Juan Antonio de la Riva  (1992)

### Televisione
- Martín Garatuza - telenovela, 90 episodi (1986)
- Morir para vivir  - telenovela, 75 episodi (1989)
- Alcanzar una estrella - telenovela, 160 episodi (1990)
- Baila conmigo - telenovela, 100 episodi (1992)
- Marimar - telenovela, 149 episodi (1994)
- Canción de amor - telenovela, 99 episodi (1996)
- Camila - telenovela, 90 episodi (1998-1999)
- ¡Vivan los niños! - telenovela, 142 episodi (2002)
- Amy, la niña de la mochila azul - telenovela, 114 episodi (2004)
- La madrastra - telenovela, 125 episodi (2005)
- Peregrina - telenovela, 100 episodi (2005-2006)
- Fuego en la sangre - serie TV, 6 episodi (2008)
- En nombre del amor (2008-2009)
- Soy tu dueña - telenovela, 105 episodi (2010)
- Pecadora - telenovela, 144 episodi (2010)
- La otra cara del alma - telenovela, 130 episodi (2012-2013)
- Chi scherza col fuoco (Donde hubo fuego) - serial TV, 39 episodi (2022)
- Gloria Trevi: ellas soy you - serial TV, 50 episodi (2023)

## Discografia da solista

### Album
- 1983: Rock, limonada y amor
- 1991: Dame una noche
- 1993: Aquí estoy
- 1995: Piel ajena
- 2002: Eduardo Capetillo
- 2007: Un vaquero en la ciudad
- 2009: Hecho en Sinaloa

### EP
- 1990: Alcanzar una estrella